# Semécourt
Semécourt és un municipi francès, situat al departament del Mosel·la i a la regió del Gran Est. L'any 2007 tenia 833 habitants.

## Demografia

### Població
El 2007 la població de fet de Semécourt era de 833 persones. Hi havia 316 famílies, de les quals 48 eren unipersonals (24 homes vivint sols i 24 dones vivint soles), 132 parelles sense fills, 120 parelles amb fills i 16 famílies monoparentals amb fills.
La població ha evolucionat segons el següent gràfic:
Habitants censats

### Habitatges
El 2007 hi havia 342 habitatges, 327 eren l'habitatge principal de la família i 15 estaven desocupats. 301 eren cases i 36 eren apartaments. Dels 327 habitatges principals, 275 estaven ocupats pels seus propietaris, 46 estaven llogats i ocupats pels llogaters i 6 estaven cedits a títol gratuït; 4 tenien dues cambres, 16 en tenien tres, 54 en tenien quatre i 253 en tenien cinc o més. 291 habitatges disposaven pel capbaix d'una plaça de pàrquing. A 94 habitatges hi havia un automòbil i a 207 n'hi havia dos o més.

### Piràmide de població
La piràmide de població per edats i sexe el 2009 era:
| Homes | Edats   | Dones |
| ----- | ------- | ----- |
| 0     | 95 o +  | 0     |
| 0     | 90 a 94 | 0     |
| 0     | 85 a 89 | 0     |
| 0     | 80 a 84 | 0     |
| 16    | 75 a 79 | 20    |
| 24    | 70 a 74 | 28    |
| 20    | 65 a 69 | 12    |
| 24    | 60 a 64 | 24    |
| 16    | 55 a 59 | 20    |
| 44    | 50 a 54 | 28    |
| 44    | 45 a 49 | 60    |
| 40    | 40 a 44 | 36    |
| 32    | 35 a 39 | 52    |
| 12    | 30 a 34 | 28    |
| 16    | 25 a 29 | 12    |
| 20    | 20 a 24 | 16    |
| 44    | 15 a 19 | 44    |
| 36    | 10 a 14 | 28    |
| 24    | 5 a 9   | 24    |
| 20    | 0 a 4   | 20    |

## Economia
El 2007 la població en edat de treballar era de 579 persones, 390 eren actives i 189 eren inactives. De les 390 persones actives 361 estaven ocupades (201 homes i 160 dones) i 29 estaven aturades (5 homes i 24 dones). De les 189 persones inactives 70 estaven jubilades, 54 estaven estudiant i 65 estaven classificades com a «altres inactius».

### Ingressos
El 2009 a Semécourt hi havia 343 unitats fiscals que integraven 897,5 persones, la mediana anual d'ingressos fiscals per persona era de 21.069 €.

### Activitats econòmiques
Dels 115 establiments que hi havia el 2007, 1 era d'una empresa extractiva, 4 d'empreses alimentàries, 3 d'empreses de fabricació d'altres productes industrials, 16 d'empreses de construcció, 61 d'empreses de comerç i reparació d'automòbils, 3 d'empreses de transport, 8 d'empreses d'hostatgeria i restauració, 2 d'empreses d'informació i comunicació, 1 d'una empresa financera, 3 d'empreses immobiliàries, 6 d'empreses de serveis, 2 d'entitats de l'administració pública i 5 d'empreses classificades com a «altres activitats de serveis».
Dels 29 establiments de servei als particulars que hi havia el 2009, 7 eren tallers de reparació d'automòbils i de material agrícola, 1 paleta, 2 guixaires pintors, 5 fusteries, 3 lampisteries, 2 electricistes, 1 empresa de construcció, 3 perruqueries i 5 restaurants.
Dels 43 establiments comercials que hi havia el 2009, 1 era, 3 fleques, 21 botigues de roba, 3 sabateries, 1 una sabateria, 2 botigues de mobles, 3 botigues de material esportiu, 3 perfumeries, 5 joieries i 1 una joieria.
L'any 2000 a Semécourt hi havia 3 explotacions agrícoles.

## Equipaments sanitaris i escolars
L'únic equipament sanitari que hi havia el 2009 era una farmàcia.
El 2009 hi havia 1 escola maternal i 1 escola elemental.

## Poblacions més properes
El següent diagrama mostra les poblacions més properes.